# Šas
Šas är en ort i Montenegro. Den ligger i den södra delen av landet. Šas ligger 26 meter över havet och antalet invånare är 268.
Terrängen runt Šas är varierad. Närmaste större samhälle är Ulcinj, 10,5 km sydväst om Šas. I omgivningarna runt Šas finns främst jordbruksmark.